# 104
104（百四、ひゃくよん）は自然数、また整数において、103の次で105の前の数である。

## 性質
- 104 は合成数であり、約数は 1, 2, 4, 8, 13, 26, 52, 104 である。
  - 約数の和は210。
    - 自身を除く約数の和は106、24番目の過剰数である。1つ前は102、次は108。
- 5番目の原始擬似完全数である。1つ前は88、次は272。
- 1/104 = 0.009615384… (下線部は循環節で長さは6)
  - 逆数が循環小数になる数で循環節が6になる19番目の数である。1つ前は91、次は105。
- 約数の和が104になる数は2個ある。(63, 103) 約数の和2個で表せる9番目の数である。1つ前は98、次は108。
- 各位の和が5になる7番目の数である。1つ前は50、次は113。
- 104 = σ2(11 + 22 + 33) (ただし σ は約数関数 σ2(11 + 22 + 33) = σ2(32) = σ(63) = 104)
- 104 = 22 + 102
  - 異なる2つの平方数の和で表せる31番目の数である。1つ前は101、次は106。(オンライン整数列大辞典の数列 A004431)
- 104 = 22 + 62 + 82
  - 3つの平方数の和1通りで表せる45番目の数である。1つ前は97、次は106。(オンライン整数列大辞典の数列 A025321)
  - 異なる3つの平方数の和1通りで表せる29番目の数である。1つ前は93、次は106。(オンライン整数列大辞典の数列 A025339)
  - n = 2 のときの 2n + 6n + 8n の値とみたとき1つ前は16、次は736。(オンライン整数列大辞典の数列 A074542)
- 104 = 13 × 23
  - n = 3 のときの 13 × 2n の値とみたとき1つ前は52、次は208。(オンライン整数列大辞典の数列 A005029)
  - p3 × q の形で表せる6番目の数である。1つ前は88、次は135。(オンライン整数列大辞典の数列 A065036)
- 104 = 53 − 52 + 5 − 1
  - n = 5 のときの n3 − n2 + n − 1 の値とみたとき1つ前は51、次は185。(オンライン整数列大辞典の数列 A062158)
- 104 = 152 − 121
  - n = 15 のときの n2 − 112 の値とみたとき1つ前は75、次は135。(オンライン整数列大辞典の数列 A132764)

## その他 104 に関連すること
- 西暦104年
- 原子番号 104 の元素はラザホージウム(Rf)である。
- NTT東西および携帯電話・PHS各社の電話番号案内は104番である。
- 第104代天皇は後柏原天皇である。
- 第104代ローマ教皇はベネディクトゥス3世（在位：855年9月29日～858年4月17日）である。
- フランツ・ヨーゼフ・ハイドンの交響曲第104番は、ハイドンの最後の交響曲である。
- コキ104形は、JR貨物が保有する貨車。
- F-104はアメリカ空軍、航空自衛隊などで運用された戦闘機。
- プジョー・104
- 年始から数えて104日目は4月14日、閏年は4月13日。
- クルアーンにおける第104番目のスーラは中傷者である。
- 第104大隊 - テレビアニメ『スター・ウォーズ/クローン・ウォーズ』に登場したジェダイ将軍プロ・クーンとクローン・コマンダーウォルフ（Wolffe/CC-3636）が率いるクローン・トルーパーの部隊。
- 第104期訓練兵団は、漫画作品『進撃の巨人』に登場する主人公エレン・イェーガーが所属した兵団。